# Helix (berg- och dalbana)
Helix är en bergochdalbana i nöjesparken Liseberg i Göteborg. Den är tillverkad av tyska Mack Rides och invigdes 26 april 2014. Namnet kommer av ordet Helix, som används som benämning på de spiralliknande svängar som finns i bergochdalbanor. Ursprunget är från grekiskans he'lix, 'spiral', 'skruv'.

## Beskrivning
Helix stationshus är beläget där biografen Maxxima tidigare låg, uppe på Geteberget intill åkattraktionen Atmosfear. Den 1 381 meter långa banan ringlar runt på berget likt Lisebergbanan.
Istället för att dras upp för en backe som på traditionella bergochdalbanor skjuts tågen vid två tillfällen iväg med hjälp av linjärmotorer. Topphastigheten är 100 km/h.
I tyska nöjesparken Europa-Park finns en liknande bergochdalbana med namnet Blue Fire.

## Planering och uppförande
År 2012 togs beslutet att bygga Helix, och projektbudgeten låg då på 200 miljoner kronor, men slutnotan hamnade på cirka 240 miljoner kronor. 20 mars 2014 monterades den sista rälsbiten.
Innan projektet slutligen spikades hade det funnit flera olika alternativ, ett av dessa var det som gick under namnet Green Fire.  Avslutet på Green Fire blev uppstarten till Helix, några av anledningarna till att Green Fire skrotades var att det skulle bli för dominerande på berget och att ljudnivåerna skulle bli för höga.

## Bilder

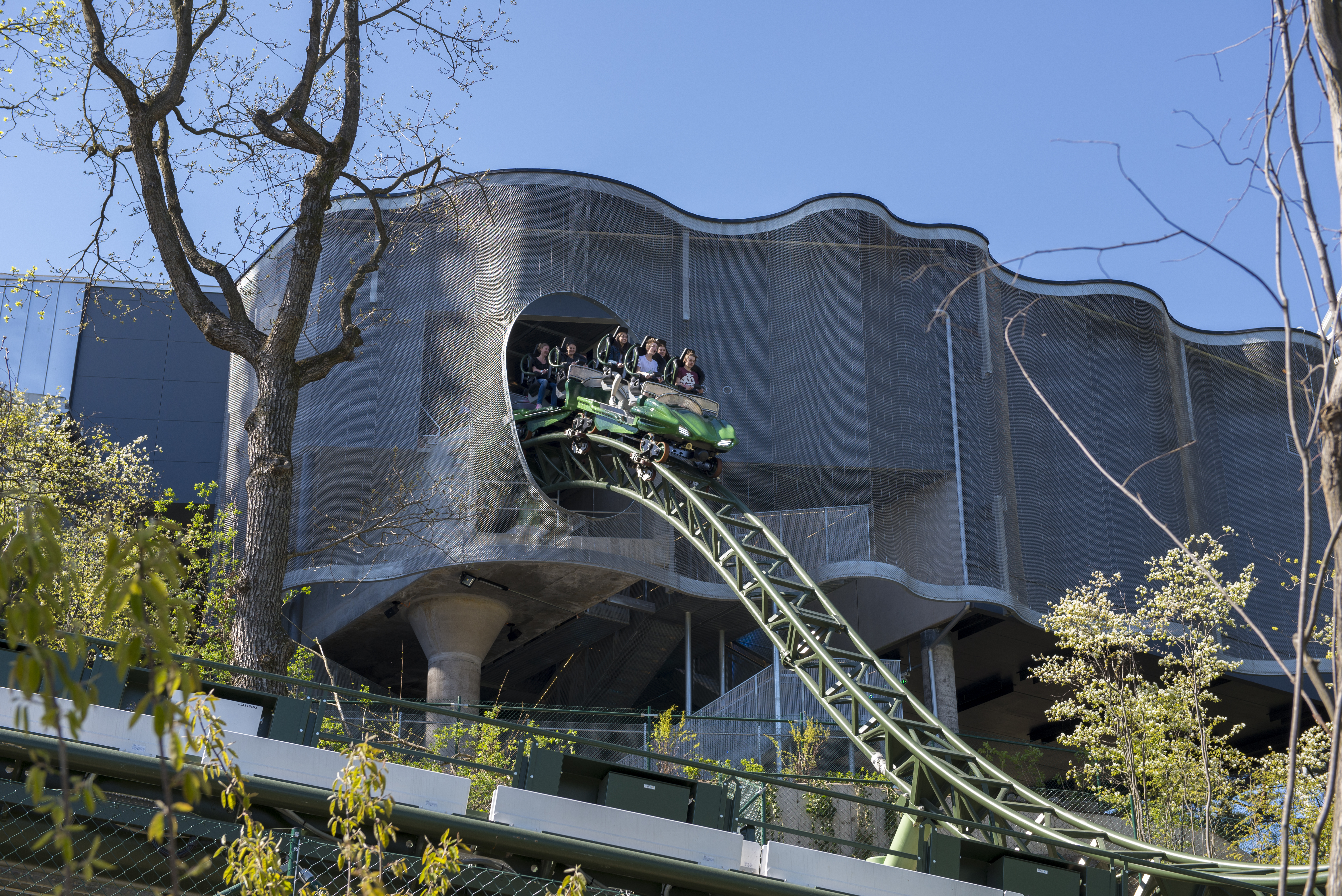
Ett tåg rullar ut ur stationshuset
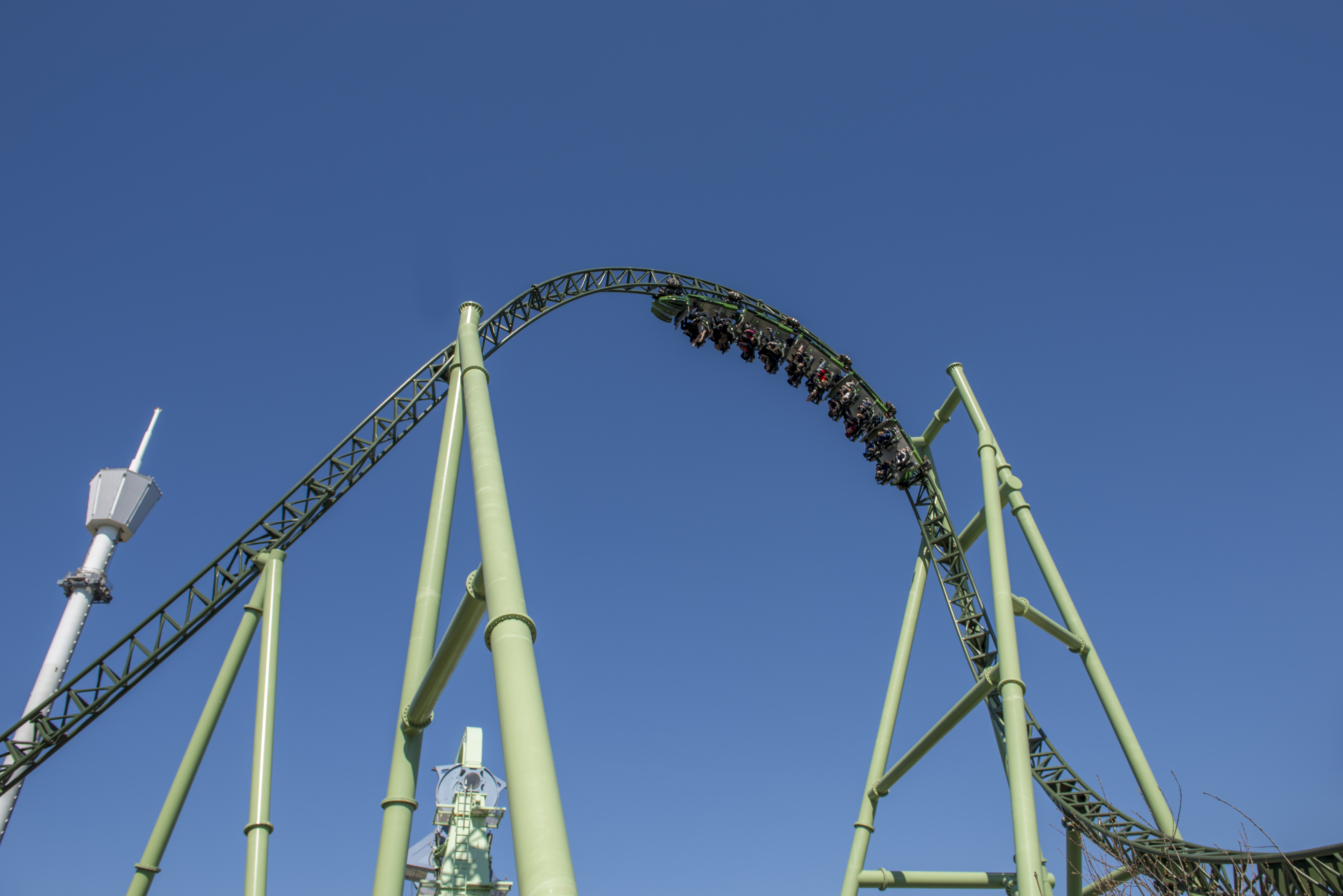
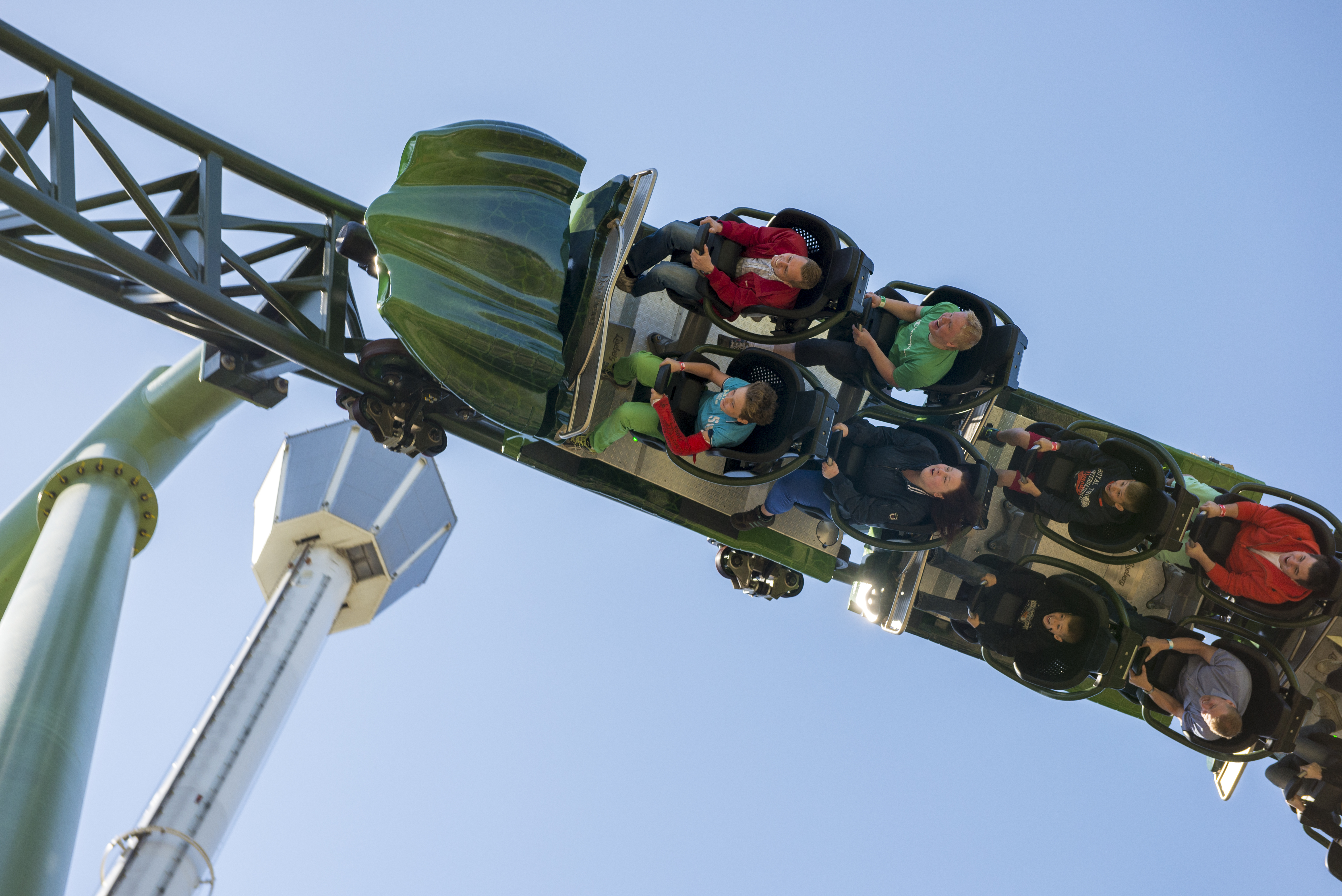
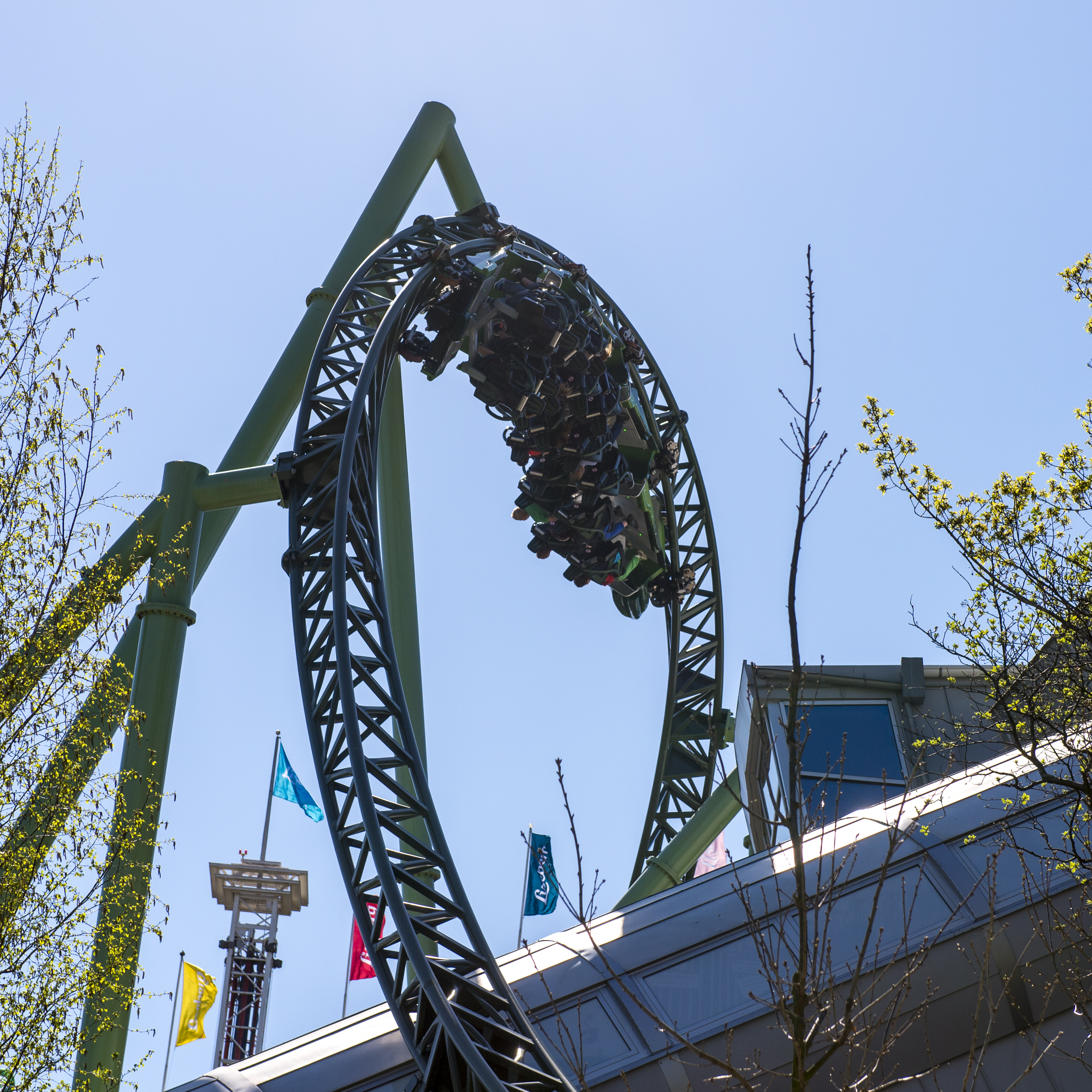